# Euplexia distorta
Euplexia distorta är en fjärilsart som beskrevs av Moore 1881. Euplexia distorta ingår i släktet Euplexia och familjen nattflyn. Inga underarter finns listade i Catalogue of Life.